# Bier- und Oktoberfestmuseum
Das Bier- und Oktoberfestmuseum ist ein Museum in München, das sich mit der Geschichte des Bieres und des Münchner Oktoberfestes befasst. Es ist in einem Altmünchner Bürgerhaus untergebracht. Betreiberin des Museums ist die Edith-Haberland-Wagner Stiftung, die Mehrheitseignerin der Augustiner-Brauerei.

## Lage
Das Museum liegt in der Münchner Altstadt in der Sterneckerstraße 2 in dem Dreieck zwischen Isartor, Viktualienmarkt und Marienplatz. Die Ausstellungsräume des Museums liegen im zweiten, dritten und vierten Obergeschoss des denkmalgeschützten Hauses. Die darüberliegenden Räume dienen der Museumsverwaltung als Arbeitsräume. Im Erdgeschoss und ersten Obergeschoss ist eine Gastwirtschaft untergebracht, das Museumsstüberl.

## Geschichte
Das Bier- und Oktoberfestmuseum wurde am 7. September 2005 eröffnet.  

## Museum
Die Dauerausstellung des Museums ist in zwei Themenbereiche unterteilt, das Biermuseum und das Oktoberfestmuseum. 
Das Biermuseum liegt im zweiten Obergeschoss und zeigt die Geschichte des Bieres und der Braukunst neben allerlei Informationen und Ausstellungsstücken zur Bierkultur gezeigt. Das Oktoberfestmuseum liegt im dritten Obergeschoss und stellt die Geschichte des Oktoberfestes dar. Die Räume im vierten Obergeschoss werden für Sonderausstellungen genutzt.